# Lage vuurtoren van Noord-Schouwen
De Lage vuurtoren van Noord-Schouwen was een tienkantige vuurtoren aan de strandovergang Laone te Renesse. Hij werd ontworpen door Quirinus Harder en in 1856 gebouwd door de firma Enthoven en Co uit Den Haag. Hij verving een houten torentje dat samen met de hoge vuurtoren van Noord-Schouwen een lichtenlijn vormde voor het scheepvaartverkeer over het Brouwershavensegat. Het was de eerste gietijzeren vuurtoren van Nederland.
Het had een vast wit licht, een lichthoogte van 35 meter boven zeeniveau en een bereik van 4 zeemijlen.
In 1915 is de toren gesloopt omdat door het verplaatsen van de vaargeul de vuurtorens overbodig waren geworden. Ze werden in 1915 vervangen door twee opengewerkte ijzeren lichtopstanden gebouwd door de firma Penn & Bauduin uit Dordrecht. Deze hebben tot 1932 dienst gedaan.
De lichtwachterswoning onderaan de duintrap is wel behouden gebleven. Hierin is tegenwoordig hotel restaurant Zeerust gevestigd.